# 高拱
高拱（1513年1月19日—1578年8月4日），字肅卿，號中玄，河南開封府鈞州新鄭縣人，祖籍腹里洪洞，明朝政治人物，官至吏部尚書、中极殿大学士，為內閣首輔。

## 生平
先世避元末乱迁徙新郑。曾祖父高旺，祖父高魁，為成化二十二年（1486年）舉人，官至工部虞衡司郎中。父高尚贤，为正德十二年进士，官至光禄寺少卿。高拱幼聰穎，“五岁善对偶，八岁诵千言”。嘉靖七年（1528年）高中戊子科河南鄉試第五名舉人（經魁），嘉靖二十年（1541年）登辛丑科進士，選翰林院庶吉士，一年後授編修。穆宗为裕王时，任侍讲学士，在裕邸九年全力维护裕王地位，君臣形同密友。嘉靖四十五年（1566年）因首輔徐階推荐，拜文淵閣大學士。然性情高傲，“性迫急，不能容物，又不能藏蓄需忍，有所忤触之立碎。每张目怒视，恶声继之，即左右皆为之辟易”，與徐階相抗，竟至相互攻訐，後為胡应嘉、欧阳一敬所逼退。隆慶二年（1568年）七月，徐階退休歸鄉，隔年冬天，张居正与李芳等奏请复起高拱，以内阁兼吏部尚书领吏部事，盡改徐階舊制，“授诸司以籍，使署贤否，志爵里姓氏”，有官员被黜，高拱必亲“告以故”，黜者“无不慑服”。
隆慶四年（1570年）俺答汗之孫把汗那吉來降，高拱和张居正采纳宣大总督王崇古建议，先授予其指揮使官銜，乘机与俺答达成封贡互市协议，史稱俺答封貢。又推荐殷正茂为总督平定雲南苗變，推荐潘季驯治理黄河。改兵部一尚书二侍郎制为一尚书四侍郎制，侍郎們分工。

## 身后
萬曆三十年（1602年）詔贈高拱为太師，謚文襄，荫其子高务观尚宝司司丞。著有《高文襄公集》。

## 与张居正的政争
高拱與張居正供职时国子监相识，二人志趣相投，相期将来入內阁匡扶社稷。但当明世宗去世当天，当时的內閣首辅徐阶只召自己门生张居正共同写就嘉靖遗诏，并未通知已是阁臣的对手高拱，二人顿生龃龉。此外，在隆庆五年（1571年）高拱的亲信传言张居正接受徐阶三万两白银贿赂以救他的三个儿子，二人心中误解日益加深。张居正暗中和对高拱不满的秉笔太监冯保同盟。隆慶六年（1572年）正月，以高拱为柱国，专横更甚，日渐狎奢，给事中曹大野上書言及高拱不忠十事。是年五月，明穆宗病危，召高拱、張居正及高儀三人為顧命大臣，穆宗握著高拱的手說：“以天下累先生”。穆宗去世后因遗诏问题，高拱计划发动百僚驱逐冯保，双方正式决战。
明神宗朱翊鈞即位後，張居正指使神宗「大伴」司礼監秉笔太监馮保在皇貴妃和陳皇后面前將高拱曾在內閣說過的一句話“十歲太子，如何治天下！”改為“十岁孩子，如何作人主。”宣称高拱谋拥立藩王，皇貴妃和陳皇后大驚，連明神宗聽聞也聞之色變。六月十六日早朝，「召內閣、五府、六部眾至。」，切责高拱擅权无君，到會極門，太監王榛捧旨宣讀：「今有大學士高拱專權擅政，把朝廷威福都強奪自專，通不許皇帝主專。不知他要何為？我母子三人驚懼不寧。高拱著回籍閒住，不許停留。」致被罷官，高拱聽旨後，“面色如死灰”，“汗陡下如雨，伏不能起”，从后赶来的张居正将他扶起。冯保又造「王大臣」事件，說誤闖宮禁的逃兵「王大臣」，是高拱派來的，欲置高拱于死地。幸賴吏部尚书杨博、御史葛守礼等力救，张居正“贻书相慰安，乃止。”高拱得免於難。
萬曆五年（1577年）张居正回故乡湖北江陵葬父，路过高拱的故里，专程探望高拱，两人相見掩面而泣，感慨不已。临终前高拱寫了《病榻遺言》四卷，記述張居正勾結馮保陰奪首輔之位的經過，将张居正描述为阴险刻毒的人物，大骂张居正“又做师婆又做鬼，吹笛捏眼打鼓弄琵琶”。萬曆六年（1578年）十二月卒於家，葬县城北郊今阁老坟村。萬曆七年（1579年）以“高某担当受降，北虏称臣，功不可泯”，贈復原官。张居正死后，《病榻遺言》刊刻，此书在北京广为流传，催化了万历帝对张居正的清算。有人則認為《病榻遺言》是在萬曆三十年（1602年）高拱贈為太師以後，才公開發行的，而張居正案是在萬曆十一年（1583年），對張居正抄家案不會產生影響。

## 學術思想
高拱受王廷相的影響，不相信災異之說，否定天人感應之論。他反對朱子學，批評朱熹的「窮理論」令聖賢之道更晦昧不通。
高拱提倡天理與人情是一致的。政治上，他受張居正和馮保排擠，深知現實政治借「理」之名而多行不義，因而主張通達人情，使「理」務歸平實。他偏重「性」，主張「盡心必由於知性」。
高拱也不贊同王陽明的「知行合一」和「良知」說，不同意人心本身「完全自足」，認為善惡不能由心自由決定，放任自心會導致惡念滋生，必須阻止人心放恣而無所節制。百姓的艱苦值得同情，但士人與平民的區別仍必須嚴格遵守。聖人有其特殊性，只有聖人才能運用當然之則。

## 家族
曾祖高旺，贈工部主事。祖父高魁，工部郎中，贈光禄寺少卿。父高尚賢，光祿寺少卿。母沈氏，封宜人。慈侍下。兄高捷，工部主事；高掇，引禮舍人。弟高操、高揀。

## 延伸阅读
[在维基数据编辑]
 在维基文库阅读此作者作品（ 在维基共享资源阅览影像）
 《國朝獻徵錄·卷之十七》，出自焦竑《國朝獻徵錄》
 《明史卷二百一十三》，出自《明史》